# Abu Dabus Aluatique
Abu Dabus (em árabe: أبو دبيس; romaniz.: Abū Dabbūs), também conhecido por seu nome de reinado Aluatique Bilá (em árabe: الواثق بالله; romaniz.: al-Wāthiq bi’llāh; lit. "Ele que confia em Deus"), foi o último califa do Califado Almóada do Magrebe de 1266 a 1269. Herdou de Abu Hafes Omar Almortada (r. 1248–1266) um reino enfraquecido e desintegrado pelos constantes conflitos com o clã dos Benamerim (merínidas). Em 1269, a capital almóada de Marraquexe foi conquistada pelas tropas de Abu Iúçufe Iacube ibne Abdalaque (r. 1258–1286), que depôs Abu Dabus e findou o califado.